# 1010年
| 千纪： | 2千纪 |
| 世纪： | 10世纪 \| 11世纪 \| 12世纪                                                                                 |
| 年代： | 980年代 \| 990年代 \| 1000年代 \| 1010年代 \| 1020年代 \| 1030年代 \| 1040年代                             |
| 年份： | 1005年 \| 1006年 \| 1007年 \| 1008年 \| 1009年 \| 1010年 \| 1011年 \| 1012年 \| 1013年 \| 1014年 \| 1015年 |
| 纪年： | 庚戌年（狗年）；契丹統和二十八年；北宋大中祥符三年；大理明启元年；越南順天元年；日本寬弘七年               |

## 大事记
- 越南
  - 李公蘊奪取黎氏政權，受宋封為交趾郡王領靜海節度使。
- 高麗
  - 耶律隆緒以為高麗穆宗報仇為由，率40萬契丹大軍渡過鴨綠江，要求交出康兆問康兆弑君之罪，遼軍在高麗軍民奮力反擊下傷亡甚重，翌年1月撤兵。
- 日本
  - 紫式部源氏物語成書。
- 中東
  - 法蒂瑪王朝哈里發哈基姆下令摧毀耶路撒冷所有的基督教堂和猶太會堂。
- 羅斯
  - 智者雅羅斯拉夫的弟弟伯里斯·弗拉基米羅維奇得到了羅斯托夫大公的職位。

## 出生
- 5月30日——宋仁宗趙禎（1010年－1063年，53岁），中國北宋第四代皇帝

## 逝世
- 12月31日——康兆，高麗王朝武將、大臣，康泰周之子，康兆政變主謀，成為契丹第二次入侵高麗的導火索，被契丹活捉後處死。